# Kurhan (obwód odeski)
Kurhan – wieś na Ukrainie, w obwodzie odeskim, w rejonie bielajewskim. W 2001 roku liczyła 339 mieszkańców.